# Веллі-Брук (Оклахома)
Веллі-Брук (англ. Valley Brook) — місто (англ. town) в США, в окрузі Оклахома штату Оклахома. Населення — 665 осіб (2020).

## Географія
Веллі-Брук розташоване за координатами 35°24′10″ пн. ш. 97°28′53″ зх. д. / 35.40278° пн. ш. 97.48139° зх. д. (35.402670, -97.481423).  За даними Бюро перепису населення США в 2010 році місто мало площу 0,68 км², уся площа — суходіл.

## Демографія
Згідно з переписом 2010 року, у місті мешкало 765 осіб у 283 домогосподарствах у складі 185 родин. Густота населення становила 1129 осіб/км².  Було 335 помешкань (495/км²).
Расовий склад населення:
| - 67,2 % — білих - 7,1 % — корінних американців - 4,2 % — чорних або афроамериканців - 1,7 % — азіатів - 0,1 % — вихідців з тихоокеанських островів - 14,0 % — осіб інших рас |

До двох чи більше рас належало 5,8 %. Частка іспаномовних становила 20,9 % від усіх жителів.
За віковим діапазоном населення розподілялося таким чином: 27,1 % — особи молодші 18 років, 62,6 % — особи у віці 18—64 років, 10,3 % — особи у віці 65 років та старші. Медіана віку мешканця становила 32,3 року. На 100 осіб жіночої статі у місті припадало 101,8 чоловіків;  на 100 жінок у віці від 18 років та старших — 98,6 чоловіків також старших 18 років.
Середній дохід на одне домашнє господарство  становив 34 501 долар США (медіана — 30 208), а середній дохід на одну сім'ю — 36 888 доларів (медіана — 29 688). За межею бідності перебувало 35,5 % осіб, у тому числі 48,5 % дітей у віці до 18 років та 10,9 % осіб у віці 65 років та старших.
Цивільне працевлаштоване населення становило 282 особи. Основні галузі зайнятості: роздрібна торгівля — 23,0 %, виробництво — 13,8 %, науковці, спеціалісти, менеджери — 11,7 %, освіта, охорона здоров'я та соціальна допомога — 10,3 %.